# Locator Island
Locator Island (von englisch locator ‚Zeiger, Positionsgeber‘) ist eine Insel im Wilhelm-Archipel vor der Westküste der Antarktischen Halbinsel. Sie ist die höchste und westlichste der Roca-Inseln und liegt 300 m nördlich der größten (noch unbenannten) Insel dieser Gruppe.
Der Falkland Islands Dependencies Survey kartierte sie anhand von Luftaufnahmen der Hunting Aerosurveys Ltd. aus den Jahren zwischen 1956 und 1957 sowie Luftaufnahmen, die im März 1958 bei Hubschrauberflügen von der HMS Protector entstanden. Das UK Antarctic Place-Names Committee benannte sie 1959 so, weil sie eine nützliche Landmarke für die Befahrung der French Passage darstellt.